# Neurocallis praestantissima
Neurocallis praestantissima là một loài thực vật có mạch trong họ Pteridaceae. Loài này được Bory ex Fée mô tả khoa học đầu tiên năm 1845.